# Gwihabaïte
La gwihabaïte est le corps chimique minéral anhydre, nitrate double d'ammonium et de potassium naturel de formule chimique (NH4)1-xKxNO3, x < 1.
Cette espèce rare, déliquescente et soluble dans l'eau, est un nitrate intermédiaire, le plus souvent majoritaire en cation ammonium et minoritaire en cation potassium, en proportion 3/4 1/4, soit un rapport de 3 à 1. Elle se présente dans des milieux abrités et relativement tempérés en encroûtement et efflorescence à partir des déjections de chauves-souris transformées en guano par action bactérienne. Elle y est alors associée à des minéraux phosphatés comme la biphosphammite (it) (NH4,K)(H2PO4) ou la schertélite (it) (NH4)2MgH2(PO4)2 · 4H2O.
La nitrammite NH4NO3 ou nitrate d'ammonium naturel est parfois considérée comme un cas particulier de ce minéral, avec x = 0.

## Dénomination en rapport avec le topotype
Le topotype était localisé en 1996 dans la grotte Gewehiba ou caverne Gcwihaba, à 280 km à l'ouest de Maun, au nord-ouest du Botswana, dans le bassin désertique du Kalahari. La formule chimique moyenne est caractérisée par x = 0,19. Le nom adapté de la langue san commence par un clic, son caractéristique de cette langue.
Des échantillons topotypes sont conservés au Musée du Transvaal à Pretoria, en Afrique du Sud. Ce minéral ainsi décrit n'a été admis officiellement qu'en 1999 parmi la communauté minéralogiste internationale.

## Cristallochimie
Il forme une série avec le nitre KNO3.

## Gisements
Le minéral est aussi présent dans d'autres pays que le Botswana. 
- Afrique du Sud :

dans les cavernes de Hall’s ou Torch caves, ou dans les grottes du Chaos, à Johannesbourg au Transvaal.
- Namibie :

dans le temple de Doom Cave et à la fosse Wow Gdoom Pothole, avec de la biphosphammite.
- Tadjikistan :

dans les anciennes mines de charbon autrefois en combustion naturelle du district de Ravat sur le site du village ou à Kukhi Malik près de la rivière Yaghnob dans la chaîne montagneuse des monts Zeravchan.
- Russie :

puits des monts Koashva, du massif des Khibiny, péninsule de Kola au nord de Mourmansk.
Elle est associée à des minéraux nitrates, par exemple au nitre, à la nitrocalcite, à la nitromagnésite, à la nitronatrite, la nitrobarite, mais aussi au salmiac ou à la boussingaultite, au gypse ou à la syngénite (en) K2Ca(SO4)2 · H2O, aux roches calcaires et dolomitiques, etc., aux minéraux phosphatés comme la dittmarite (it) (NH4)Mg(PO4) · H2O, la struvite (NH4)Mg(PO4) · 6H2O, à la biphosphammite (NH4,K)(H2PO4), voire à des oxalates naturels comme la glushinskite Mg(C2O4) · 2H2O ou à la weddellite Ca(C2O4) · 2H2O.